# Dicranomyia (Dicranomyia) grimshawi
Dicranomyia (Dicranomyia) grimshawi is een tweevleugelige uit de familie steltmuggen (Limoniidae). De soort komt voor in het Australaziatisch gebied.